# ガフニー (サウスカロライナ州)
ガフニー（英: Gaffney）は、アメリカ合衆国サウスカロライナ州北部、アップステート地域のチェロキー郡に位置する都市であり、同郡の郡庁所在地である。「サウスカロライナ州の桃の首都」と呼ばれている。2010年国勢調査での人口は12,539 人だった。2014年推計では12,597 人となっている。チェロキー郡の全体で構成されるガフニー小都市圏の主要都市である。2012年の都市圏人口は推計で55,662人だった。さらに大きなグリーンビル・スパータンバーグ・アンダーソン広域都市圏に含まれており、その都市圏人口は2012年推計で1,384,996 人となっている。

## 歴史
1775年にアイルランドのグラナードで生まれたマイケル・A・ガフニーが、1797年にアメリカに移住し、ニューヨーク市に到着した数年後にサウスカロライナのチャールストンに移転した。1804年、ガフニーは再度サウスカロライナ・アップカントリーに移転し、「ガフニーの交差点」と呼ばれることになる場所に酒場と宿泊所を建てた。その場所は、ノースカロライナ州の山岳部からチャールストンに行く道と、シャーロットからジョージア州に向かう道が交差する所だったので、成長が約束されていた。マイケル・ガフニーは1854年9月6日にここで死んだ。
1872年、この地域は「ガフニーシティ」と呼ばれるようになった。1897年、ヨーク郡、ユニオン郡、スパータンバーグ郡のそれぞれ一部を併せてチェロキー郡が作られたときに、ガフニーがその郡庁所在地になった。ガフニーはサウスカロライナ州における繊維産業の中心地となり、それは1980年代まで郡経済の背骨であり続けた。
人口の増加はそれほどでもなかったが、事業と会社は市域内に入り続け、特に繁華なフロイド・ベイカー大通りと州道105号線沿い、さらに市域内の多くの場所に立地された。しかし近年、人口の増加は市域の外で多く起こるようになった。
ガフニーのアップタウンは、州間高速道路85号線が建設され、企業がこの新しい道路近くに移るようになって、衰退を始めた。ガフニー中心街の近年の改修によって、多くの企業が入って来るようにはなったが、市の中心部に計画されているものにはまだまだ大きな事業が残っている。最近解体された工場跡地（ガフニー製造会社）に現在開発されている広さ20エーカー (81,000 m2) の公園など、中心街のために多くの計画が発表されている。市役所の隣にプラザが完成し、再生された噴水や広大な景色を楽しむことができるようになった。市内のスケート公園、2つの公園、幾つかの子供遊技場など市の公園体系を更新することに注力されている。
2008年、チェロキー郡歴史・美術館が、カレッジ・ドライブ沿いの歴史あるセントラル小学校の校舎で開館した。この博物館はチェロキー歴史と保存協会が運営しており、サウスカロライナ州民兵隊（1812年-1914年）の集合点にある。中心街からは数ブロックの位置にあり、市内でアメリカ合衆国国家歴史登録財に指定される3か所の1つとなり、地元民や訪問者に新しい文化的機会を提供する中で、中心街にプラスの経済効果をもたらしている。陶器のショー、自動車のショー、ゴーストウォークなど毎年の行事も開催されている。
ガフニー市は近年建築会社と契約して、フレデリック通りとグラナード通りの交差点にあるガフニー郵便局を改修して、観光案内所と画廊に転換した。
中心街には大型の文化センターを建設する計画もある。2009年、ダーレン・メイソンがガフニー中心街事業協会の会長に選出され6ブロックある市の歴史地区再活性化について市の当局と密接に動いている。古い建物を塗り直し、魅力的なテントを使ってメインストリートの古い外観を美化するために、新しいマッチングファンドが重要なものとなっている。
中心街の旧郵便局の対面にある市の駐車場で、ガフニー・ステーション・ファーマーズマーケットが開催されるようになった。6月から10月の毎週水曜日と土曜日に開かれている。同じ位置で恒久的なファーマーズマーケットを開催する場所を作る計画もある。昔はそこにあった鉄道の駅を部分的に復元する計画である。これにはファーマーズマーケットの一部を収容する他、古い駅があった時代を想起するランドマークとする考えでもある。
市は、「シンディグ・アット・ザ・ガフニー・キャビン」と名付けたコンサートシリーズを行っている。バンドが週1回演奏しており、春（5月）は金曜日、秋（8月後半から9月）は木曜日に行っている。秋の場合は金曜夜に行われるガフニー・インディアンのフットボール試合に影響しないようにしている。2009年のシーズンは回数も増えて4月から6月まで、秋は8月から10月までとされた。
ガフニーでは連続殺人事件が起こって来た。1958年、ガフニーのストラングラーと呼ばれたリー・ロイ・マーティンが4人の女性を殺した。2009年、銃による連続殺人事件で5人が殺害された。
ガフニー市内にあるアメリカ合衆国国家歴史登録財に指定されるものとして、考古学遺跡38CK1、同38CK44、同38CK45、カーネギー・フリー図書館、クーパーズビル鉄工所跡地 (38CK2) とズーザン溶鉱炉跡地 (38CK67)、カウペンス溶鉱炉跡地 (38CK73)、ウィニー・デイビス・ホール、エレン溶鉱炉跡地 (38CK68)、ガフニー商業歴史地区、ガフニー住宅街歴史地区、イレーヌ・ミル仕上げ工場、ジェフリーズ邸、ライムストーン・スプリングス歴史地区、マグネス・ハンフリーズ邸、ネズビットの石灰岩石切り場 (38CK69)、セトルマイアー邸がある。

### 2009連続殺人事件
2009年夏、連続殺人犯がこの田舎町の住民を殺し始めて、ガフニー市と周辺のチェロキー郡は全国の注目を集めた。
最初の犠牲者はチェロキー郡西部の著名な桃農家であり、6月27日に殺された。7月1日、83歳の老女とその50歳の娘が殺された。この2人はガフニーに近い老女の家で銃撃されていたのが見つかった。7月2日、46歳のスティーブン・タイラーがその電化製品と家具の店で撃たれて死んだ。その娘で10代のアビーは重傷を負い、その傷がもとで2日後に死んだ。
このニュースは地元新聞から全国紙や国際的なメディア、例えばCNN、ABCニューズ、「ウォール・ストリート・ジャーナル」、イギリスのBBCでも取り上げられた。
7月6日、ノースカロライナ州ガストン郡で強盗を働いているという緊急呼び出しに対応した警察が、銃を向けている容疑者を射殺した。容疑者のスポーツ・ユーティリティ・ビークルにおける弾道学の検証で、この男が連続殺人犯であることを示唆しており、後にパトリック・トレイシー・ブリスであると判明した。

## 地理
ガフニーはサウスカロライナ州の北部にあり、座標では北緯35度4分18秒 西経81度39分00秒 / 北緯35.07167度 西経81.65000度 (35.071667, -81.650000)に位置している。チェロキー郡の中心に近い。ノースカロライナ州シャーロットからは南西に89キロメートル、サウスカロライナ州のグリーンビルからは北東に80キロメートルにあり、どちらも州間高速道路85号線で結ばれている。シャーロットとグリーンビルには大きな空港もある。ジョージア州アトランタからは北東に310キロメートルにある。州内スパータンバーグ市が最寄りの大都市であり、州間高速道路85号線で34キロメートルである。
州間高速道路85号線はガフニー市の北縁を通っており、出口は90番、92番、95番の3か所がある。アメリカ国道29号線が市の中心部を通り、北東は14キロメートルでブラックスバーグ、南西は16キロメートルでカウペンスに至る。サウスカロライナ州道18号線で北のノースカロライナ州シェルビーまで27キロメートルであり、その途中で州道18号線となり南に31キロメートルでジョーンズビルに至る。州道11号線では北西23キロメートルでチェスニーと繋がっている。
アメリカ合衆国国勢調査局に拠れば、市域全面積は8.35平方マイル (21.63 km2)であり、このうち陸地8.32平方マイル (21.56 km2)、水域は0.03平方マイル (0.08 km2)で水域率は0.31%である。

## 人口動態
以下は2000年国勢調査による人口統計データである。
| 基礎データ - 人口: 12,968 人 - 世帯数: 5,304 世帯 - 家族数: 3,336 家族 - 人口密度: 637.0人/km2（1,649.7 人/mi2） - 住居数: 5,765 軒 - 住居密度: 283.2軒/km2（733.4 軒/mi2） 人種別人口構成 - 白人: 50.48% - アフリカン・アメリカン: 47.19% - ネイティブ・アメリカン: 0.15% - アジア人: 0.45% - 太平洋諸島系: 0.03% - その他の人種: 0.99% - 混血: 0.71% - ヒスパニック・ラテン系: 1.98% 年齢別人口構成 - 18歳未満: 23.4% - 18-24歳: 10.8% - 25-44歳: 25.7% - 45-64歳: 22.6% - 65歳以上: 17.5% - 年齢の中央値: 38歳 - 性比（女性100人あたり男性の人口） - 総人口: 82.1 - 18歳以上: 78.7 | 世帯と家族（対世帯数） - 18歳未満の子供がいる: 26.8% - 結婚・同居している夫婦: 37.1% - 未婚・離婚・死別女性が世帯主: 21.6% - 非家族世帯: 37.1% - 単身世帯: 33.3% - 65歳以上の老人1人暮らし: 14.2% - 平均構成人数 - 世帯: 2.32人 - 家族: 2.96人 収入と家計 - 収入の中央値 - 世帯: 29,480米ドル - 家族: 38,449米ドル - 性別 - 男性: 30,145米ドル - 女性: 22,167米ドル - 人口1人あたり収入: 17,755米ドル - 貧困線以下 - 対人口: 26.2% - 対家族数: 13.3% - 18歳未満: 19.2% - 65歳以上: 18.0% |

## 市政府
ガフニー市は市長・市政委員会に政府形態を採っており、市政委員は市内6つの小選挙区からそれぞれ1人が選ばれている。

## 教育
ガフニー市の公共教育はチェロキー郡教育学区が管轄しており、公立学校は以下の通りである。
- ガフニー高校
- ユーイング中学校
- ガフニー中学校
- グラナード中学校
- B・D・リー小学校
- ライムストーン・セントラル小学校
- メアリー・ブラムレット小学校

私立学校
- ヘリテージ・クリスチャン学校
- ビレッジ・スクール・オブ・ガフニー
- ガフニー・クリスチャン・アカデミー

高等教育機関
- ライムストーン・カレッジ
- スパータンバーグ・コミュニティカレッジ - チェロキー郡キャンパス、訓練施設とフライトライナー施設がある

2005年から2006年の教育年度で、ガフニー高校は州内高校でも最高のランクになるパルメットズ・ファイネストに選ばれた。試験の成績も上昇しており、卒業率も高くなっている。

## メディア
- 「チェロキー・クロニクル」、毎週火曜日と木曜日に発行される地方紙
- 「ガフニー・レッジャー」、月曜日、水曜日、金曜日に発行される地方紙
- 「スパータンバーグ・ヘラルド・ジャーナル」、地域新聞
- WZZQ 104.3MHz FM と 1500kHz AM、ローカルニュース、音楽、地元高校とカレッジのスポーツ
- WFGN 1180kHz AM、ゴスペル
- WYFG 91.1MHz FM、クリスチャン

## インフラ

### 交通
ガフニーは州間高速道路85号線沿いにあり、アトランタからシャーロットの途中である。
公共交通はガフニー・キャブ・カンパニーが比較的低料金で運行している。
サウスカロライナ・アップステート地域には、南西64キロメートルのグリーンビル・スパータンバーグ国際空港（空港コードGNS）と、北東77キロメートルのシャーロット・ダグラス国際空港（空港コードCLT）の2空港を利用できる。最近の研究で、郡内にも空港が必要であることが証明されてきた。チェロキー郡は州内で空港の無い唯一の郡である。新空港の建設に向けて連邦シフに支援要請が行われている。

### ガフニー・ピーチョイド
州間高速道路85号線出口92番近くにピーチョイドと呼ばれる給水塔があることで、ガフニーはサウスカロライナ州の桃の首都であることが知られている。この給水塔は外観が桃の形に似ており、美観と実用性を兼ね備えている。

## 著名な出身者
- アンディ・マクダウェル、女優
- サラ・マクマン、女性総合格闘家
- マイキー・ムーア、NBAバスケットボール選手、ゴールデンステート・ウォリアーズ

## 大衆文化の中で
ネットフリックスが配信する『ハウス・オブ・カード 野望の階段』の主人公フランク・アンダーウッドは、ガフニー生まれで、アメリカ合衆国下院議員（具体的にサウスカロライナ州第5選挙区）である。民主党多数党院内幹事となる。その第3章で、10代の少女が携帯メールをしながらの運転中に有名なピーチョイド給水塔の近くで車をぶつけた後に、アンダーウッドがガフニーに戻って来る（撮影はメリーランド州ハバディグレイスで行われた）。